# Richard Lydekker

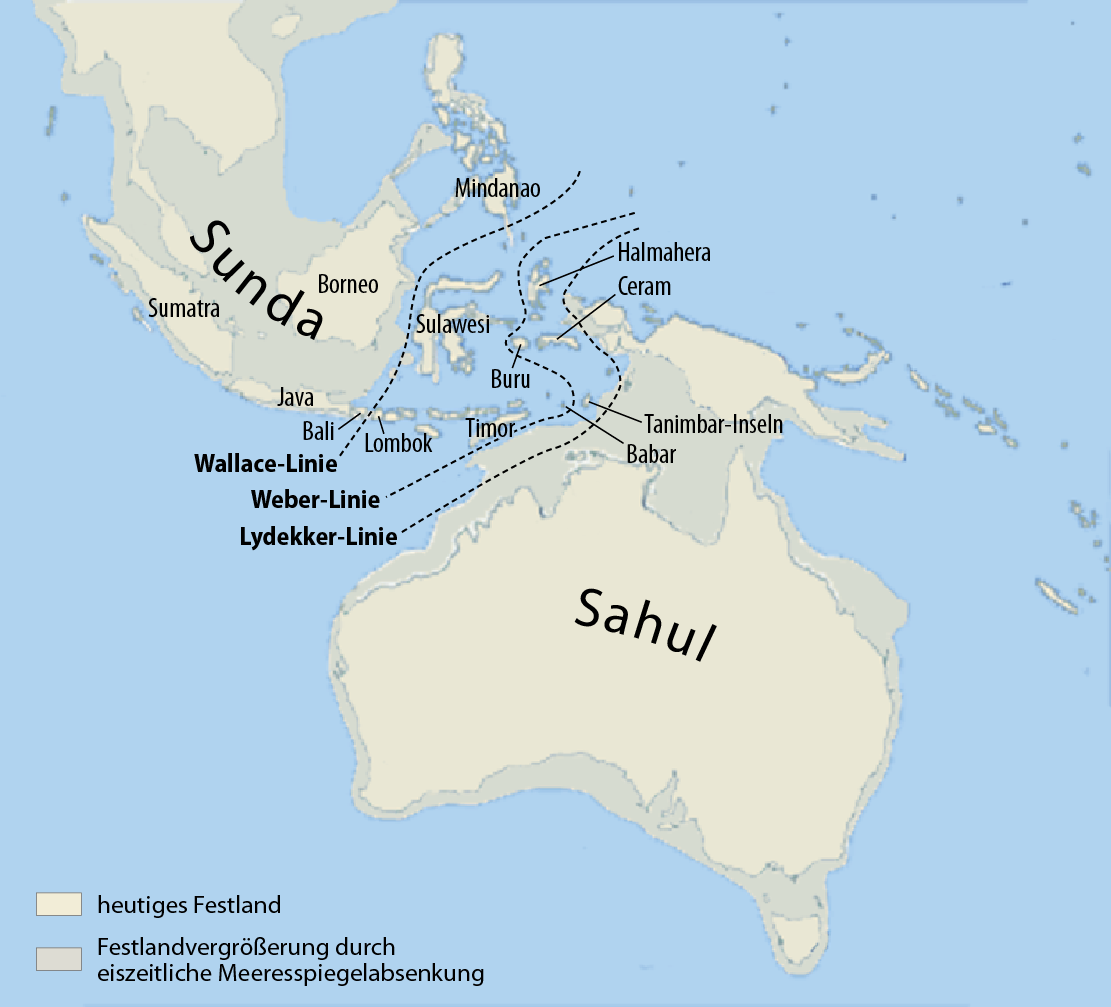
Verlauf der nach Lydekker benannten Linie

Richard Lydekker (* 25. Juli 1849 in London; † 16. April 1915 in Harpenden, Hertfordshire) war ein englischer Naturforscher, Geologe und Paläontologe.

## Leben
1874 arbeitete er beim Geological Survey of India und verfasste Studien über fossile Wirbeltiere des Nordens von Indien, insbesondere von Kaschmir. 1882 kehrte er nach England zurück und wurde im Britischen Museum in der Abteilung Geologie und Zoologie angestellt. Von 1887 bis 1913 war er in diesem Museum für die Wirbeltiere zuständig. Er katalogisierte fossile Wirbeltiere von 1885 bis 1887 und veröffentlichte diesen Katalog in fünf Bänden. Einen weiteren vierbändigen Katalog über fossile Reptilien und Amphibien verfasste und veröffentlichte er zwischen 1888 und 1890. 1891 folgte ein Katalog über fossile Vögel und An Introduction to the Study of Mammals Living and Extinct, gemeinsam mit William Henry Flower (1831–1899). Im Jahre 1893 reiste er nach Argentinien um die dortigen fossilen Säugetiere zu erforschen. Ein Jahr später wurde er Mitglied der Royal Society und von 1898 bis 1900 war er im Rat der Zoological Society of London tätig. Er starb 1915 in Harpenden. 1916 wurde sein dreibändiges Werk Wild Life of the World posthum veröffentlicht.

## Lydekker-Linie
1895 beschrieb Richard Lydekker die später nach ihm benannte Lydekker-Linie. Sie verläuft entlang des Kontinentalschelfes von Sahul und markiert die Grenze zwischen Wallacea sowie der australischen biogeografischen Region.

## Werke (Auswahl)
- A geographical history of mammals. Cambridge 1896 doi:10.5962/bhl.title.31155
- Wild oxen, sheep & goats of all lands, living and extinct. London 1898 doi:10.5962/bhl.title.8851
- Die geographische Verbreitung und geologische Entwickelung der Säugetiere. 2. Auflage, Jena 1901 doi:10.5962/bhl.title.15820
- The game animals of India, Burma, Malaya, and Tibet. London 1907 doi:10.5962/bhl.title.16137
- The game animals of Africa. London 1908 doi:10.5962/bhl.title.21674 doi:10.5962/bhl.title.15320
- Animal portraiture. London 1912 doi:10.5962/bhl.title.60811

## Belege
1. ↑  Eintrag Lydekker’s Line in: Bernard Wood: Wiley-Blackwell Encyclopedia of Human Evolution. Wiley-Blackwell, 2011, ISBN 978-1-4051-5510-6.

| Personendaten    | Personendaten           |
| ---------------- | ----------------------- |
| NAME             | Lydekker, Richard       |
| KURZBESCHREIBUNG | englischer Paläontologe |
| GEBURTSDATUM     | 25. Juli 1849           |
| GEBURTSORT       | London                  |
| STERBEDATUM      | 16. April 1915          |
| STERBEORT        | Harpenden               |